# Heul doch
Heul doch (Piangi) è il singolo apripista del secondo album della cantante tedesca LaFee, Jetzt erst recht, scritta e prodotta da Bob Arnz, Gerd Zimmermann e LaFee.
Pubblicato nel 2007, è uno dei suoi singoli di maggior successo, che infatti raggiunse la posizione tre nella classifica tedesca.
Nel 2008 la canzone fu ripubblicata in tutta Europa, diventando il singolo di debutto di LaFee al di fuori della Germania.
La versione inglese della canzone, Shut Up, compare nel terzo e unico album in inglese dell'artista, Shut Up, uscito nel 2008.

## Tracce
Heul Doch CD Single
1. Heul doch (Video version) - 3:49
2. Mitternacht (Live @ Echo) - 3:48

Heul Doch CD Maxi Single
1. Heul doch - 3:36
2. Heul doch (versione acustica) - 3:02
3. Du bist schön (b-side) - 3:27
4. Heul doch (Instrumental) - 4:01
5. Documentary Snippet (contenuto extra)
6. Fotoshooting Making of (contenuto extra)
7. Videoshooting Making of (contenuto extra)

## Classifica
| Classifica (2007)      | Posizione più alta |
| ---------------------- | ------------------ |
| Austrian Singles Chart | 6                  |
| German Singles Chart   | 3                  |
| Swiss Singles Chart    | 25                 |